# Championnats d'Europe d'athlétisme par équipes 2011
Navigation
Les 3es Championnats d'Europe d'athlétisme par équipes (en anglais 3rd SPAR European Team Championships) se déroulent les 18 et 19 juin 2011 à Stockholm (Suède) pour les épreuves de Super Ligue, à Izmir (Turquie) pour la 1re ligue, à Novi Sad (Serbie) pour la 2e ligue, et à Reykjavik (Islande) 
pour la 3e ligue.

## Super Ligue
- Lieu : Stade olympique, Stockholm, Suède

La victoire finale revient à la Russie qui totalise 385 points et conserve ainsi son titre. Alors qu'ils avaient été promus en 2010, la République tchèque, le Portugal et la Suède sont relégués en Première Ligue pour l'édition 2013.

### Participants
Les équipes qui participent à cette Super Ligue sont les suivantes :
| Russie (tenante du titre) Royaume-Uni Allemagne France Ukraine Pologne | Italie Biélorussie Espagne Tchéquie (promue) Suède (promue) Portugal (promue) |

### Tableau synthétique des résultats
| Épreuve | Épreuve | BLR | CZE | FRA | GER   | GBR | ITA | POL | POR   | RUS | ESP | SWE | UKR |
| --- | ------- | --- | --- | --- | ----- | --- | --- | --- | ----- | --- | --- | --- | --- |
| 100 m | H       | 4   | 1   | 12  | 5     | 11  | 8   | 9   | 10    | 6   | 7   | 2   | 3   |
| 100 m | F       | 5   | 7   | 12  | 9     | 8   | 3   | 4   | 6     | 10  | 1   | 2   | 11  |
| 200 m | H       | 10  | 9   | 12  | 2     | 7   | 8   | 11  | 3     | 5   | 4   | 6   | 1   |
| 200 m | F       | 1   | 8   | 9   | 10    | 7   | 3   | 5   | 6     | 11  | 2   | 3   | 12  |
| 400 m | H       | 3   | 1   | 8   | 11    | 6   | 10  | 9   | 2     | 12  | 5   | 7   | 4   |
| 400 m | F       | 9   | 11  | 6   | 7     | 10  | 5   | 4   | 1     | 8   | 3   | 2   | 12  |
| 800 m | H       | 8   | 1   | 11  | 5     | 10  | 9   | 12  | 2     | 4   | 3   | 6   | 7   |
| 800 m | F       | 9   | 1   | 5   | 7     | 11  | 8   | 6   | 2     | 12  | 4   | 3   | 10  |
| 1 500 m | H       | 2   | 7   | 5   | 9     | 10  | 4   | 8   | 1     | 11  | 12  | 3   | 6   |
| 1 500 m | F       | 9   | 6   | 1   | 5     | 12  | 2   | 7   | 4     | 11  | 3   | 8   | 10  |
| 3 000 m | H       | 5   | 2   | 8   | 4     | 9   | 6   | 1   | 10    | 11  | 12  | 3   | 7   |
| 3 000 m | F       | 7   | 2   | 4   | 5     | 6   | 8   | 9   | 3     | 12  | 10  | 1   | 11  |
| 5 000 m | H       | 8   | 2   | 6   | 3     | 10  | 5   | 7   | 4     | 9   | 12  | 1   | 11  |
| 5 000 m | F       | 1   | 2   | 5   | 9     | 10  | 6   | 4   | 8     | 11  | 12  | 3   | 7   |
| 3 000 m steeple | H       | 3   | 1   | 12  | 11    | 4   | 7   | 6   | 5     | 10  | 8   | 2   | 9   |
| 3 000 m steeple | F       | 2   | 9   | 7   | 10    | 4   | 6   | 3   | 11    | 12  | 8   | 1   | 5   |
| 110/100 m haies | H       | 6,5 | 3   | 11  | 4     | 12  | 5   | 9   | 2     | 6,5 | 10  | 8   | 1   |
| 110/100 m haies | F       | 11  | 6   | 8   | 7     | 9   | 10  | 5   | 1     | 12  | 3   | 2   | 4   |
| 400 m haies | H       | 2   | 7   | 3   | 11    | 12  | 6   | 4   | 9     | 10  | 5   | 1   | 8   |
| 400 m haies | F       | 3   | 12  | 6   | 5     | 10  | 8   | 4   | 7     | 11  | 1   | 2   | 9   |
| 4 × 100 m | H       | 3   | 6   | 11  | 10    | 12  | —   | 9   | 7     | 8   | 5   | 4   | 0   |
| 4 × 100 m | F       | 7   | 4   | 8   | 10    | 9   | 3   | 6   | 1     | 11  | 2   | 5   | 12  |
| 4 × 400 m | H       | 2   | 1   | 11  | 10    | 4   | 8   | 9   | 3     | 12  | 6   | 5   | 7   |
| 4 × 400 m | F       | 6   | 8   | 5   | 9     | 11  | 7   | 4   | 1     | 12  | 2   | 3   | 10  |
| Saut en hauteur | H       | 4   | 9,5 | 8   | 9,5   | 5   | 7   | 2   | 1     | 11  | 6   | 3   | 12  |
| Saut en hauteur | F       | 7   | 4,5 | 8   | 3     | 2   | 4,5 | 6   | 1     | 9   | 10  | 12  | 11  |
| Saut à la perche | H       | 5   | 7   | 8   | 11    | 6   | 0   | 9   | 3,5   | 10  | 3,5 | 2   | 12  |
| Saut à la perche | F       | 6   | 10  | 5   | 11    | 8   | 3,5 | 12  | 7     | 9   | 3,5 | 0   | 2   |
| Saut en longueur | H       | 1   | 5   | 7   | 9     | 10  | 3   | 2   | 6     | 12  | 8   | 11  | 4   |
| Saut en longueur | F       | 8   | 1   | 10  | 7     | 4   | 3   | 5   | 9     | 12  | 6   | 11  | 2   |
| Triple saut | H       | 11  | 2   | 8   | 6     | 3   | 12  | 9   | 7     | 0   | 5   | 4   | 10  |
| Triple saut | F       | 6   | 3   | 0   | 7     | 4   | 11  | 8   | 5     | 9   | 10  | 2   | 12  |
| Lancer du poids | H       | 10  | 4   | 6   | 12    | 1   | 2   | 10  | 8     | 9   | 5   | 3   | 7   |
| Lancer du poids | F       | 9   | 1   | 8   | 12    | 3   | 10  | 7   | 2     | 11  | 5   | 6   | 4   |
| Lancer du disque | H       | 1   | 9   | 3   | 12    | 7   | 4   | 10  | 2     | 8   | 11  | 6   | 5   |
| Lancer du disque | F       | 4   | 7   | 8   | 9     | 5   | 6   | 10  | 3     | 11  | 2   | 1   | 12  |
| Lancer du marteau | H       | 9   | 4   | 7   | 12    | 2   | 8   | 11  | 0     | 6   | 5   | 3   | 10  |
| Lancer du marteau | F       | 9   | 10  | 8   | 12    | 4   | 5   | 1   | 7     | 11  | 6   | 2   | 3   |
| Lancer du javelot | H       | 3   | 8   | 2   | 9     | 4   | 6   | 5   | 1     | 11  | 7   | 10  | 12  |
| Lancer du javelot | F       | 3   | 10  | 2   | 12    | 11  | 7   | 1   | 5     | 9   | 8   | 4   | 6   |
| Pays | Pays    | BLR | CZE | FRA | GER   | GBR | ITA | POL | POR   | RUS | ESP | SWE | UKR |
| Total | Total   | 220 | 217 | 284 | 331,5 | 289 | 237 | 264 | 176,5 | 385 | 245 | 158 | 304 |
| 1er : 12 pts ; 2e : 11 pts ; 3e : 10 pts ; 4e : 9 pts ; 5e : 8 pts ; 6e : 7 pts ; 7e : 6 pts ; 8e : 5 pts ; 9e : 4 pts ; 10e : 3 pts ; 11e : 2 pts ; 12e : 1 pt. Aucun point n'est attribué en cas de disqualification, d'abandon, et lorsqu'un athlète ne réalise pas de marque mesurée lors d'un concours En cas d'égalité, les athlètes se partagent le même nombre de points (ex : 5,5 pts pour les athlètes ex æquo à la 7e place). |         |     |     |     |       |     |     |     |       |     |     |     |     |

### Podiums

#### Hommes
| 100 m | Christophe Lemaitre 9 s 95 (CR, EL, NR)                                                               | Dwain Chambers 10 s 07                                                                  | Francis Obikwelu 10 s 22                                                          |
| 200 m | Christophe Lemaitre 20 s 28 (CR)                                                                      | Kamil Kryński 20 s 83 (SB)                                                              | Aliaksandr Linnik 20 s 90 (SB)                                                    |
| 400 m | Maksim Dyldin 45 s 82 (SB)                                                                            | Thomas Schneider 45 s 98                                                                | Marco Vistalli 45 s 99                                                            |
| 800 m | Adam Kszczot 1 min 46 s 50                                                                            | Jeff Lastennet 1 min 46 s 70                                                            | Gareth Warburton 1 min 46 s 95 (SB)                                               |
| 1 500 m | Manuel Olmedo 3 min 38 s 63                                                                           | Valentin Smirnov 3 min 38 s 89 (PB)                                                     | James Shane 3 min 39 s 21                                                         |
| 3 000 m | Juan Carlos Higuero 8 min 03 s 43                                                                     | Yegor Nikolayev 8 min 03 s 80                                                           | Rui Silva 8 min 03 s 88                                                           |
| 5 000 m | Jesús España 13 min 39 s 25 (CR)                                                                      | Serhiy Lebid 13 min 39 s 75                                                             | Andy Vernon 13 min 40 s 15                                                        |
| 3 000 m steeple | Vincent Zouaoui-Dandrieux 8 min 30 s 85                                                               | Steffen Uliczka 8 min 31 s 01                                                           | Ildar Minshin 8 min 34 s 56                                                       |
| 110 m haies | Andy Turner 13 s 42                                                                                   | Garfield Darien 13 s 64                                                                 | Jackson Quiñónez 13 s 71 (SB)                                                     |
| 400 m haies | David Greene 49 s 21 (CR)                                                                             | Georg Fleischhauer 49 s 56 (PB)                                                         | Aleksandr Derevyagin 49 s 70                                                      |
| 4 × 100 m | Royaume-Uni Christian Malcolm Craig Pickering James Ellington Harry Aikines-Aryeetey 38 s 60 (CR, EL) | France Teddy Tinmar Christophe Lemaitre Pierre-Alexis Pessonneaux Ronald Pognon 38 s 71 | Allemagne Alex Schaf Marius Broening Tobias Unger Alex-Platini Menga 38 s 92      |
| 4 × 400 m | Russie Maksim Dyldin Dmitriy Buryak Pavel Trenikhin Denis Alekseyev 3 min 02 s 42 (EL)                | France Nicolas Fillon Teddy Venel Mamoudou Hanne Mame-Ibra Anne 3 min 03 s 33           | Allemagne David Gollnow Jonas Plass Benjamin Jonas Thomas Schneider 3 min 04 s 10 |
| Saut en hauteur | Dmytro Demyanyuk 2,35 m (WL, CR, =EL)                                                                 | Aleksey Dmitrik 2,31 m                                                                  | Jaroslav Bába 2,28 m                                                              |
| Saut à la perche | Maksym Mazuryk 5,72 m                                                                                 | Malte Mohr 5,72 m                                                                       | Aleksandr Gripich 5,60 m                                                          |
| Saut en longueur | Aleksandr Menkov 8,20 m (CR)                                                                          | Michel Tornéus 8,19 m (PB)                                                              | Chris Tomlinson 8,12 m                                                            |
| Triple saut | Fabrizio Schembri 16,95 m                                                                             | Dzmitry Platnitski 16,81 m                                                              | Viktor Kuznyetsov 16,79 m                                                         |
| Lancer du poids | David Storl 20,81 m (=CR)                                                                             | Tomasz Majewski 20,51 m                                                                 | Andrei Mikhnevich 20,40 m DQ                                                      |
| Disque | Robert Harting 65,63 m                                                                                | Frank Casañas 62,43 m                                                                   | Piotr Malachowski 61,66 m                                                         |
| Marteau | Markus Esser 79,28 m (CR)                                                                             | Pawel Fajdek 76,98 m (PB)                                                               | Oleksiy Sokyrskyy 76,96 m (PB)                                                    |
| Javelot | Sergey Makarov 81,20 m                                                                                | Gabriel Wallin 80,88 m (PB)                                                             | Matthias de Zordo 77,86 m                                                         |
| Records et Performances - AR : Record continental (area record) - CR : Record des championnats (championship record) - MR : Record du meeting (meet record) - NR : Record national (national record) - OR : Record olympique (olympic record) - PR : Record paralympique (paralympic record) - PB : Record personnel (personal best) - SB : Meilleure performance personnelle de la saison (season's best) - WL : Meilleure performance mondiale de l'année (world leader) - WJR : Record du monde junior (world junior record) - WR : Record du monde (world record) Circonstances et Conditions - DNF : N'a pas terminé (did not finish) - DNS : N'a pas pris le départ (did not start) - DQ : Disqualification (disqualification) - NM : Aucun essai valable enregistré (No Mark) - Q : Qualifié « directement » au prochain tour (ou à la prochaine compétition), lors d'une compétition majeure, grâce au classement ou à la réalisation des minima (automatic qualifier) - q : Qualifié au prochain tour (ou à la prochaine compétition), lors d'une compétition majeure, grâce au repêchage ou à la réalisation de l'une des meilleures performances parmi celles des « non qualifiés directement » (grâce au meilleur temps ou à la meilleure distance par exemple) (secondary qualifier) | |                                                                                         |                                                                                   |

#### Femmes
| 100 m | Véronique Mang 11 s 23 (CR)                                                         | Olesya Povh 11 s 28                                                                            | Aleksandra Fedoriva 11 s 34                                                                |
| 200 m | Mariya Ryemyen 23 s 10                                                              | Yuliya Chermoshanskaya 23 s 40                                                                 | Cathleen Tschirch 23 s 45 (SB)                                                             |
| 400 m | Antonina Yefremova 51 s 02 (CR)                                                     | Denisa Rosolová 51 s 37                                                                        | Shana Cox 51 s 49                                                                          |
| 800 m | Mariya Savinova 1 min 58 s 75                                                       | Jennifer Meadows 1 min 59 s 47                                                                 | Liliya Lobanova 2 min 00 s 18                                                              |
| 1 500 m | Charlene Thomas 4 min 06 s 85 (SB)                                                  | Yekaterina Martynova 4 min 07 s 08 (SB)                                                        | Anna Mishchenko 4 min 07 s 27                                                              |
| 3 000 m | Olesya Syreva 8 min 53 s 20 (EL)                                                    | Nataliya Tobias 8 min 54 s 16 (SB)                                                             | Natalia Rodríguez 8 min 55 s 09                                                            |
| 5 000 m | Dolores Checa 15 min 16 s 89                                                        | Yelena Zadorozhnaya 15 min 28 s 65                                                             | Helen Clitheroe 15 min 33 s 03 (PB)                                                        |
| 3 000 m steeple | Gulnara Galkina 9 min 31 s 20                                                       | Sara Moreira 9 min 35 s 11                                                                     | Jana Sussman 9 min 43 s 28 (PB)                                                            |
| 100 m haies | Tatyana Dektyareva 13 s 16 (SB)                                                     | Alina Talay 13 s 19                                                                            | Marzia Caravelli 13 s 21                                                                   |
| 400 m haies | Zuzana Hejnová 53 s 87 (CR, NR)                                                     | Natalya Antyukh 54 s 52 (SB)                                                                   | Perri Shakes-Drayton 55 s 06                                                               |
| 4 × 100 m | UKR Olesya Povh Nataliya Pohrebnyak Mariya Ryemyen Hrystyna Stuy 42 s 86 (CR, EL)   | RUS Yekaterina Voronenkova Aleksandra Fedoriva Yuliya Gushchina Yuliya Chermoshanskaya 43 s 12 | GER Johanna Kedzierski Marion Wagner Cathleen Tschirch Leena Günther 43 s 37               |
| 4 × 400 m | Russie Kseniya Vdovina Kseniya Zadorina Tatyana Firova Lyudmila Litvinova DQ (2017) | Royaume-Uni Kelly Massey Nicola Sanders Lee McConnell Perri Shakes-Drayton 3 min 27 s 21       | Ukraine Kseniya Karandyuk Alina Lohvynenko Yuliya Baraley Antonina Yefremova 3 min 28 s 13 |
| Saut en hauteur | Emma Green 1,89 m                                                                   | Viktoriya Stoypina 1,89 m                                                                      | Ruth Beitia 1,89 m                                                                         |
| Saut à la perche | Anna Rogowska 4,75 m (WL, CR)                                                       | Silke Spiegelburg 4,75 m (=WL, =CR)                                                            | Jiřina Ptáčníková 4,60 m (SB)                                                              |
| Saut en longueur | Darya Klishina 6,74 m                                                               | Carolina Klüft 6,73 m (SB)                                                                     | Éloyse Lesueur 6,60 m                                                                      |
| Triple saut | Olha Saladukha 14,85 m (CR)                                                         | Simona La Mantia 14,29 m                                                                       | Patricia Sarrapio 14,10 m (PB)                                                             |
| Poids | Nadine Kleinert 17,81 m                                                             | Anna Avdeyeva 17,33 m                                                                          | Chiara Rosa 17,18 m                                                                        |
| Disque | Kateryna Karsak 63,35 m                                                             | Darya Pishchalnikova 61,09 m                                                                   | Żaneta Glanc 59,29 m                                                                       |
| Marteau | Betty Heidler 73,43 m                                                               | Tatyana Lysenko 71,44 m                                                                        | Kateřina Šafránková 69,39 m (PB)                                                           |
| Javelot | Christina Obergföll 66,22 m (WL)                                                    | Goldie Sayers 64,46 m (SB)                                                                     | Barbora Špotáková 64,40 m                                                                  |
| Records et Performances - AR : Record continental (area record) - CR : Record des championnats (championship record) - MR : Record du meeting (meet record) - NR : Record national (national record) - OR : Record olympique (olympic record) - PR : Record paralympique (paralympic record) - PB : Record personnel (personal best) - SB : Meilleure performance personnelle de la saison (season's best) - WL : Meilleure performance mondiale de l'année (world leader) - WJR : Record du monde junior (world junior record) - WR : Record du monde (world record) Circonstances et Conditions - DNF : N'a pas terminé (did not finish) - DNS : N'a pas pris le départ (did not start) - DQ : Disqualification (disqualification) - NM : Aucun essai valable enregistré (No Mark) - Q : Qualifié « directement » au prochain tour (ou à la prochaine compétition), lors d'une compétition majeure, grâce au classement ou à la réalisation des minima (automatic qualifier) - q : Qualifié au prochain tour (ou à la prochaine compétition), lors d'une compétition majeure, grâce au repêchage ou à la réalisation de l'une des meilleures performances parmi celles des « non qualifiés directement » (grâce au meilleur temps ou à la meilleure distance par exemple) (secondary qualifier) |                                                                                     |                                                                                                |                                                                                            |

### Classement général
Classement général final (après 40 épreuves) :
| Place | Pays        | Total     |
| ----- | ----------- | --------- |
| 1     | Russie      | 385 pts   |
| 2     | Allemagne   | 331,5 pts |
| 3     | Ukraine     | 304 pts   |
| 4     | Royaume-Uni | 289 pts   |
| 5     | France      | 284 pts   |
| 6     | Pologne     | 264 pts   |
| 7     | Espagne     | 246 pts   |
| 8     | Italie      | 237 pts   |
| 9     | Biélorussie | 220 pts   |
| 10    | Tchéquie    | 211 pts   |
| 11    | Portugal    | 177,5 pts |
| 12    | Suède       | 159 pts   |

## Première Ligue
- Lieu : Izmir, Turquie

### Participants
1. Grèce (reléguée)
2. Norvège (reléguée)
3. Finlande (reléguée)
4. Roumanie
5. Hongrie
6. Pays-Bas
7. Belgique
8. Irlande
9. Turquie
10. Slovénie
11. Suisse (promue)
12. Croatie (promue)

### Classement général
| Pos | Pays     | Pts   |
| --- | -------- | ----- |
| 1   | Turquie  | 329   |
| 2   | Grèce    | 307,5 |
| 3   | Norvège  | 290   |
| 4   | Roumanie | 282,5 |
| 5   | Pays-Bas | 278   |
| 6   | Hongrie  | 265   |
| 7   | Suisse   | 251,5 |
| 8   | Finlande | 248   |
| 9   | Belgique | 245,5 |
| 10  | Irlande  | 224,5 |
| 11  | Slovénie | 200,5 |
| 12  | Croatie  | 178   |

## Deuxième Ligue
- Lieu : Novi Sad, Serbie

Reléguée en 2010, l'Estonie est promue en Première Ligue en compagnie de la Bulgarie. La Lettonie et la Slovaquie descendent en Troisième Ligue.

### Participants
1. Estonie (reléguée)
2. Lituanie (reléguée)
3. Autriche
4. Serbie
5. Lettonie
6. Slovaquie
7. Danemark (promu)
8. Bulgarie (promue)

### Classement général
| Pos | Pays      | Pts   |
| --- | --------- | ----- |
| 1   | Estonie   | 218   |
| 2   | Bulgarie  | 215,5 |
| 3   | Serbie    | 188,5 |
| 4   | Lituanie  | 185   |
| 5   | Danemark  | 177,5 |
| 6   | Autriche  | 172   |
| 7   | Lettonie  | 147   |
| 8   | Slovaquie | 134,5 |

## Troisième Ligue
- Lieu : Reykjavik, Islande

Israël et Chypre sont promus en Deuxième Ligue.

### Participants
1. Moldavie (reléguée)
2. Israël (reléguée)
3. Chypre
4. Islande
5. Bosnie-Herzégovine
6. Azerbaïdjan
7. Luxembourg
8. Arménie
9. Malte
10. Géorgie
11. Monténégro
12. Macédoine du Nord
13. Andorre
14. Albanie
15. AASSE

### Classement général
| Pos | Pays               | Pts |
| --- | ------------------ | --- |
| 1   | Israël             | 490 |
| 2   | Chypre             | 469 |
| 3   | Moldavie           | 440 |
| 4   | Islande            | 411 |
| 5   | Bosnie-Herzégovine | 390 |
| 6   | Azerbaïdjan        | 377 |
| 7   | Arménie            | 341 |
| 8   | Luxembourg         | 335 |
| 9   | Malte              | 270 |
| 10  | Monténégro         | 266 |
| 11  | Macédoine du Nord  | 233 |
| 12  | AASSE              | 178 |
| 13  | Andorre            | 174 |
| 14  | Géorgie            | 144 |
| 15  | Albanie            | 93  |